# Анж-Фелікс Патассе
Анж-Фелікс Патассе (фр. Ange-Félix Patassé; 25 січня 1937, Пауа — 5 квітня 2011, Дуала) —  центральноафриканський державний і політичний діяч, прем'єр-міністр (1976—1978) і президент Центральноафриканської Республіки (1993—2003). Був зміщений в ході громадянської війни лідером повстанців Франсуа Бозізе.

## Життєпис
Патассе став першим президентом ЦАР, обраним шляхом демократичних виборів (1993), які були проведені режимом президента Колінгби під тиском ООН та інших міжнародних організацій. Був переобраний на посаду президента на виборах 1999 року.
Проте під час першого терміну перебування на посаді (1993—1999) відбулися три військові заколоти у 1996—1997 роках і загострився конфлікт між так званими «жителями півночі» (в число яких входив Патассе) і «жителями півдня» (до яких належав його попередник Андре Колінгба).
Під час другого президентського терміну втратив підтримку багатьох своїх давніх союзників, а також Франції, яка втручалася, щоб підтримати його під час першого терміну.
Для утримання влади вдавався до допомоги лівійського лідера Каддафі і загонів Жана-П'єра Бемби з ДРК. При придушенні заколоту Бозізе у 2002 році отримав допомогу від Каддафі на умовах надання Лівії 99-річної монополії видобутку алмазів, золота та інших корисних копалин в ЦАР. При придушенні заколоту загони Бемби завдали серйозного руйнування столиці ЦАР Бангі, а після витіснення загонів Бозізе розграбували її.
Патассе був повалений в березні 2003 року, під час свого від'їзду на саміт африканських держав і проживав у вигнанні в Того.

Повернувся в країну в січні 2011 року для участі у президентських виборах, на яких програв Бозізе, отримавши тільки 21,4 % голосів.
5 квітня 2011 року помер у Камеруні.